# ریچارد کانتیلون
ریچارد کانتیلون (به ایرلندی: Richard Cantillon) (دهه ۱۶۸۰ – مه ۱۷۳۴) اقتصاد دان ایرلندی و نویسنده کتاب گذری بر اقتصاد عمومی در دهه ۱۶۸۰ میلادی (سال نامعلوم) در جنوب غربی ایرلند در منطقه‌ای به نام کِری به دنیا آمد. اقتصاد عمومی
کتابی است که توسط ویلیام استنلی جِوُنز اقتصاد دان بریتانیایی تعبیر «مهد اقتصاد سیاسی» را به خود اختصاص داده‌است. با وجود این که اطلاعات زیادی درباره او موجود نیست، با این حال ریچارد کانتیلون به عنوان یک بازرگان و بانک دار خیلی جوان در میان اقتصاد دانان مشهور است. پیشرفت این اقتصاد دان زیرک ناشی از روابط کاری و سیاسی بود که او با خویشاوندانش داشت، البته در این میان شخصی به نام جیمز بریجز در موفقیت او سهم زیادی داشته‌است. نخستین بار ریچارد کانتیلون اصطلاحات کارآفرین و کارآفرینی را تشریح و تعریف کرد. ریچارد کانتیلون کارآفرین را فردی خطر پذیر می‌داند که کالا را با قیمت معلوم خریداری می‌کند و با قیمت نامعلوم می‌فروشد.